# Zýgi
Zýgi (grec moderne : Ζύγι) est un village de Chypre situé dans le district de Lárnaca et comptant plus de 589 habitants.